# Elektrohydraulische Getriebesteuerung
Die Elektrohydraulische Getriebesteuerung (EGS) (englisch: Electronic gearbox system) ist 
ein Steuerungssystem für Automatikgetriebe im Personen- und Lastkraftwagen-Bereich.

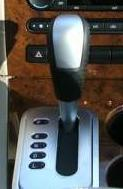
Automatik-Wählhebel eines Ford Five Hundred

Bei ihr wird die hydraulische Getriebesteuerung mit einer elektronischen Getriebesteuerung verknüpft. Dabei ist das elektronische Getriebesteuergerät bei moderneren Generationen über den CAN-Bus mit den anderen elektronischen Steuergeräten, wie zum Beispiel dem Motorsteuergerät oder dem ESP-Steuergerät, verbunden.

## Vorteile
Die Vorteile dieser Steuerungsart sind:
- Hoher Schaltkomfort
- gemeinsame Nutzung von Sensoren, das heißt Kostensenkung
- Geräuschreduzierung
- Verbrauchsreduzierung
- Verminderung der Abgase
- Schaltkennlinienauswahl möglich, zum Beispiel Economic (Sparsam), Winter, Sport und so weiter
- Abstimmung auf Fahrertyp möglich, zum Beispiel durch AGS = Adaptive Getriebesteuerung

Mit Hilfe der elektrohydraulischen Getriebesteuerung ist es außerdem möglich, Wandlerkupplungen schlupfgeregelt zu betreiben; damit werden bei verbesserten Wandlerwirkungsgrad Schwingungen im Antriebsstrang vermieden.

## Einige Sonderfunktionen
Bei Fahrzeugen mit EGS werden unter anderem adaptive Getriebesteuerungssysteme sowie besondere Sicherheitsvorkehrungen zum Beispiel in Interlock und Shiftlock verwirklicht.

### Interlock
Dabei kann der Schlüssel nur dann aus dem Zündschloss entfernt werden, wenn sich der Wählhebel in der Position „P“ (Parken) befindet. Das wird zum Beispiel mechanisch über einen Seilzug bewirkt. Damit wird ein Wegrollen des Fahrzeuges nach dem Entfernen des Zündschlüssels verhindert.

### Shiftlock
Nach dem Starten kann der Wählhebel nur dann aus der Position „P“ (Parken) oder „N“ (Leerlauf) bewegt werden, wenn gleichzeitig die Fußbremse betätigt wird. Damit wird ein unbeabsichtigtes Anfahren des Fahrzeugs verhindert.

### Adaptive Getriebesteuerung
Sie wählt anhand verschiedener Kriterien aus mehreren unterschiedlichen Schaltprogrammen ein passendes aus, beispielsweise verbrauchsoptimiert oder sportlich. Die sich daraus ergebende Gangansteuerung wird durch weitere Einflussgrößen, etwa der Fahrsituation, korrigiert.

### Schaltprogrammauswahl
Sie ist im Wesentlichen abhängig von der Fahrertypbewertung, der Umwelterkennung und der Fahrsituationserkennung.

### Fahrertyperkennung

#### Kick-Fast-Bewertung
Wie schnell wird die Drosselklappe durch den Fahrer geöffnet, also das Gaspedal getreten. Bei schnellem Niedertreten wird ein sportliches Programm gewählt; dabei schaltet das Getriebe meist einen Gang nach unten.

#### Kick-Down-Bewertung
Wird das Gaspedal bis zum Anschlag (Vollgas) durchgetreten und betätigt den Kick-Down-Schalter, wird das leistungsoptimierte Programm gewählt. Der Kraftstoffverbrauch ist in diesem Programm am höchsten, da das Getriebe meist mehrere Gänge nach unten schaltet. Je nach Gaspedalstellung wird erst hochgeschaltet, wenn die Höchstdrehzahl erreicht ist.

#### Fahrbetriebserkennung
Bei Konstantfahrt wird ein verbrauchsoptimiertes Schaltprogramm ausgewählt, dieses leitet ein früheres Heraufschalten der Gänge oder bei manchen Modellen in Verbindung mit der Motorsteuerung eine Zylinderbankabschaltung ein.
Weitere Sonderfunktionen sind die Umweltkennung (zum Beispiel Winter) oder die Fahrsituationskennung (beispielsweise eine Bergauffahrt oder eine Kurvenfahrt).